# Vadim Naumov
Vadim Vladimirovič Naumov (rusky Вадим Владимирович Наумов, 7. dubna 1969 Petrohrad – 29. ledna 2025 Washington, D.C.) byl ruský krasobruslař. Se svou manželkou Jevgenijí Šiškovovou se v roce 1994 stal mistrem světa.

## Kariéra
Šiškovovou a Naumova seznámil v roce 1985 Naumovův trenér. Chtěl, aby spolu začali krasobruslit. Naumov tuto myšlenku zpočátku odmítal, protože nechtěl měnit partnera, ale po několika zkouškách se společně dohodli na spolupráci. Soutěžit spolu začali v roce 1987.
V roce 1991 tato dvojice získala bronz na svém prvním Mistrovství Evropy. Na Mistrovství světa obsadila 5. místo. V následující sezóně se zúčastnili svých prvních Olympijských her ve francouzském Albertville, kde se umístili na pátém místě.
Na Mistrovství světa 1993 získali bronzovou medaili. Následující rok se dvojice umístila na 4. místě na Zimních olympijských hrách 1994 v norském Lillehammeru. Sezónu zakončili tím, že se stali mistry světa.
V roce 1995 získali stříbrnou medaili z Mistrovství světa. V letech 1991 až 1995 dvojice získala pět evropských medailí. V únoru 1996 získali zlato ve finále Grand Prix.
Na Mistrovství světa 1996 získali bronzovou medaili. Avšak na následující Olympijské hry se nekvalifikovali. V roce 1998 ukončili své sportovní kariéry. Následně se začali věnovat trénování krasobruslařů.

## Osobní život a smrt
Šiškovová a Naumov se vzali v srpnu 1995 v ruském Petrohradu. V roce 1998 se usadili v Simsbury ve státě Connecticut. V srpnu 2001 se jim narodil syn Maxim Naumov, který je rovněž krasobruslařem.
Zemřeli 29. ledna 2025 při srážce vrtulníku Sikorsky UH-60 Black Hawk americké armády a letu 5342 v blízkosti Reaganova letiště ve Washingtonu, D.C.